# Head Games
| 전문가 평가                                | 전문가 평가 |
| 평가 점수                                  | 평가 점수   |
| 출처                                       | 점수        |
| ------------------------------------------ | ----------- |
| AllMusic                                   | [ 1 ]       |
| Christgau's Record Guide                   | C           |
| The Encyclopedia of Popular Music          | [ 3 ]       |
| MusicHound Rock: The Essential Album Guide | [ 4 ]       |
| (The New) Rolling Stone Album Guide        | [ 5 ]       |

《Head Games》는 1979년 9월 11일, 애틀랜틱 레코드에 의해 발매된 영국과 미국의 록 밴드 포리너의 세 번째 스튜디오 음반이다. 뉴욕의 애틀랜틱 스튜디오에서 녹음되었고, 로스앤젤레스의 체로키 스튜디오에서 추가 녹음과 전체 믹싱이 이루어졌으며, 퀸의 고전 음반 작업으로 가장 잘 알려진 로이 토머스 베이커가 공동 프로듀싱한 유일한 포리너 음반이었다. 이 음반은 에드 갈리아디 (밴드에서 해고된)를 대신한 새로운 베이시스트 릭 윌스 (이전에는 조커스 와일드, 록시 뮤직 및 스몰 페이시스)의 첫 등장을 기념했으며, 녹음 후 밴드를 떠나는 창립 멤버 이언 맥도널드와 알 그린우드가 함께한 마지막 음반이었다. 《Head Games》는 기타리스트 믹 존스 (〈The Modern Day〉)의 리드 보컬이 참여한 마지막 포 음반이기도 하다.

## 커버 아트
앞면 커버 사진 속 모델은 미국의 여배우이자 영화 제작자인 리샌 포크이다. 이 커버 아트는 십대 소녀가 남자 화장실에서 겁에 질려 보이는 모습을 보여줌으로써 페미니스트들에게 비판을 받았는데, 아마도 그녀의 하의를 소변기 그릇 위에 놓음으로써 자신을 편안하게 할 수 있다. 포리너의 리드 싱어인 루 그램에 따르면, 커버는 카툰처럼 귀엽게 보이도록 의도되었다고 한다. 그램은 "그 소녀는 화장실에서 낙서를 지우며 개구쟁이처럼 굴고 있습니다. 그녀는 그 음반을 사는 사람이 누구인지를 보고 있습니다. 그녀는 그 음반을 잡았습니다."라고 《마이애미 헤럴드》 비평가 빌 애슈턴에 따르면, 그 커버 아트는 음반 제목 《Head Games》의 연극이다. 애틀랜틱 레코드의 홍보 책임자 스튜어트 긴즈버그는 "머리는 화장실의 해군 용어입니다"라고 지적했고, 포리너의 미디어 코디네이터 수잔 스타인버그는 "커버 위의 소녀는 그 낙서에 충격을 받았습니다. 그것은 누군가가 그녀를 공격하는 것과 다릅니다. 맹세코, 그것은 계획적이지 않습니다."라고 말했다.

## 곡 목록
| #  | 제목                       | 작사·작곡        | 재생 시간 |
| -- | -------------------------- | ---------------- | --------- |
| 1. | 〈Dirty White Boy〉        | 믹 존스, 루 그램 | 3:38      |
| 2. | 〈Love on the Telephone〉  | 존스, 그램       | 3:18      |
| 3. | 〈Women〉                  | 존스             | 3:24      |
| 4. | 〈I'll Get Even with You〉 | 존스             | 3:40      |
| 5. | 〈Seventeen〉              | 존스, 그램       | 4:36      |

| #   | 제목                    | 작사·작곡           | 재생 시간 |
| --- | ----------------------- | ------------------- | --------- |
| 6.  | 〈Head Games〉          | 그램, 존스          | 3:37      |
| 7.  | 〈The Modern Day〉      | 존스                | 3:26      |
| 8.  | 〈Blinded by Science〉  | 존스                | 4:55      |
| 9.  | 〈Do What You Like〉    | 이언 맥도널드, 그램 | 3:59      |
| 10. | 〈Rev on the Red Line〉 | 알 그린우드, 그램   | 3:35      |

## 인증
| 국가                       | 인증        | 판매량/출하량 |
| -------------------------- | ----------- | ------------- |
| 캐나다 (뮤직 캐나다)       | 플래티넘    | 100,000^      |
| 일본 (RIAJ)                | 골드        | 100,000^      |
| 미국 (RIAA)                | 5× 플래티넘 | 5,000,000^    |
| ^출하량을 기반으로 한 인증 |             |               |